# Musée de la Mer de Biarritz

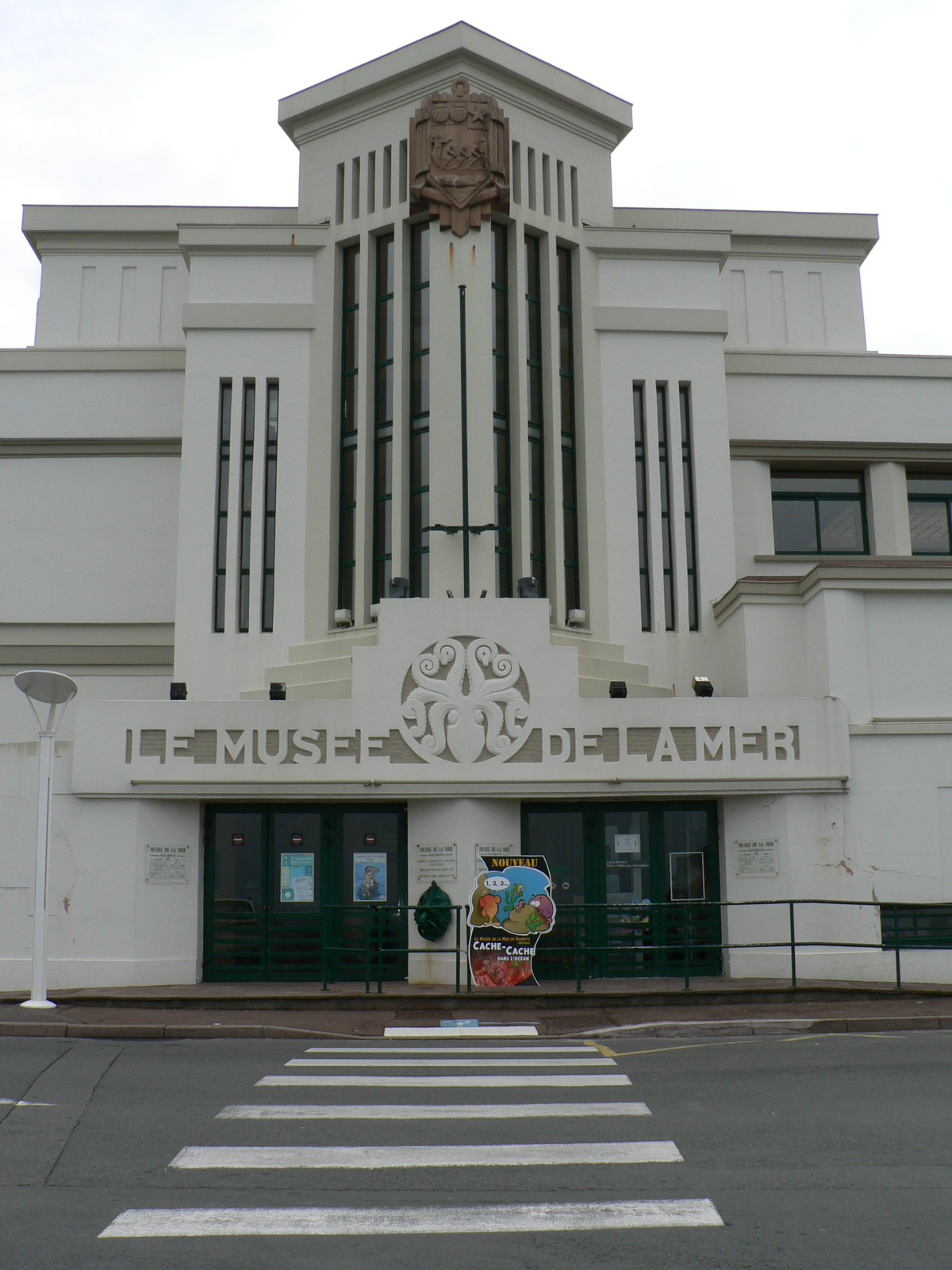
Eingangsportal

Das Musée de la Mer de Biarritz oder le Musée de la Mer ist ein Naturkundemuseum und ein Schauaquarium in Biarritz (Frankreich). Es wurde am 10. August 1933 eröffnet. Hierfür wurde ein Museumsbau im Stil des Art déco errichtet. 2009 und 2011 erfolgten Anbauten, die die Fläche verdoppelten.

## Abbildungen

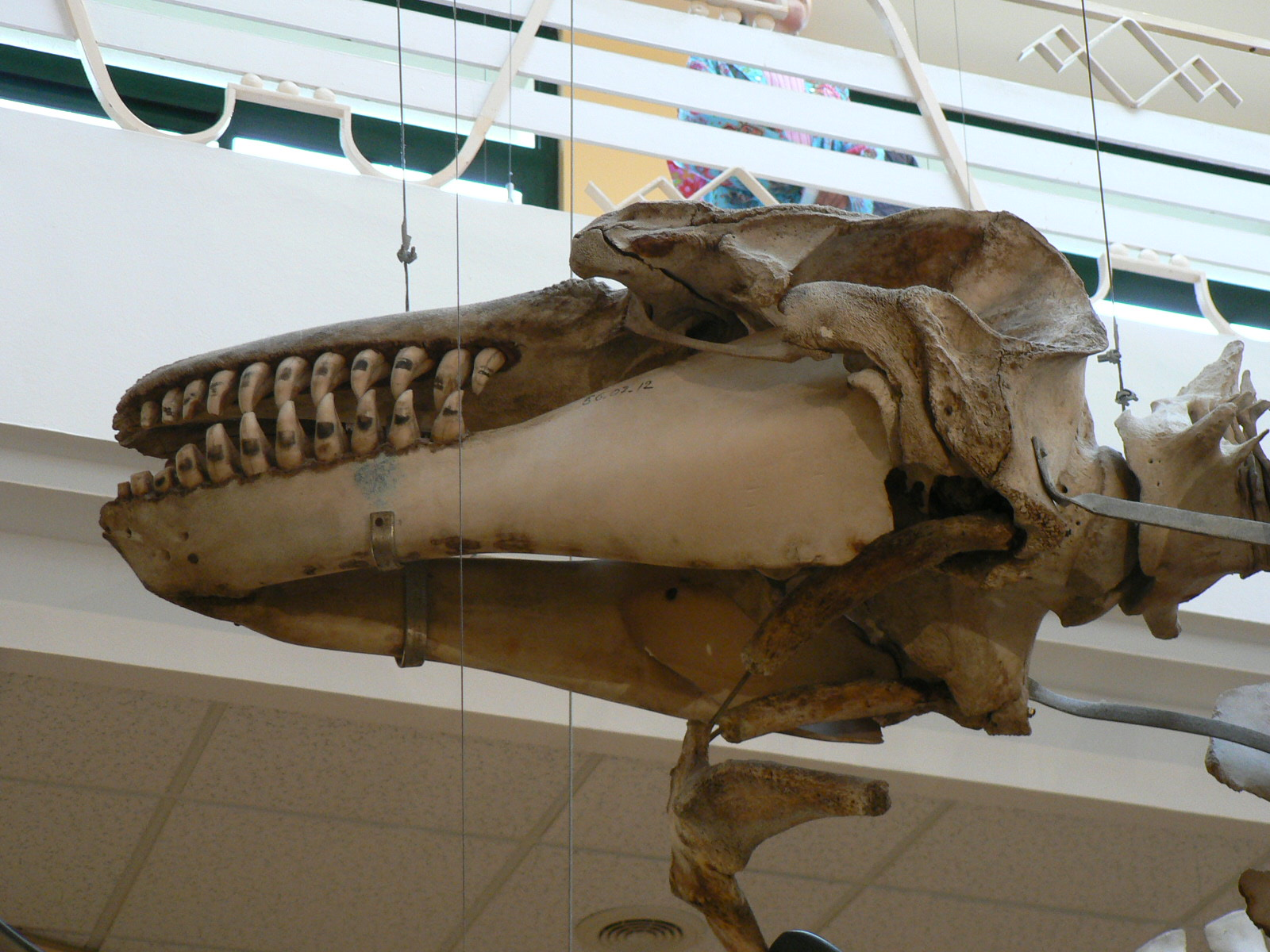
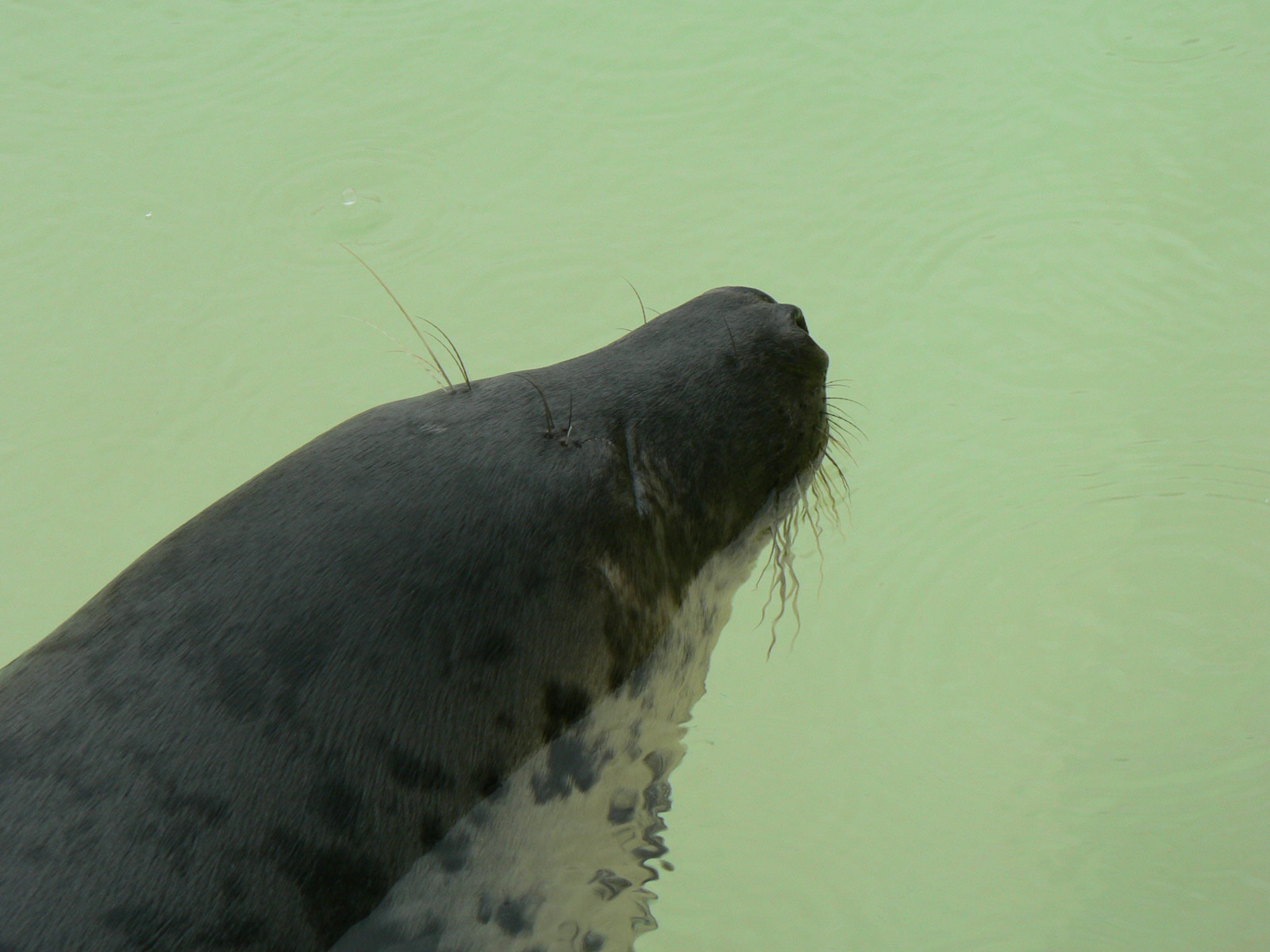
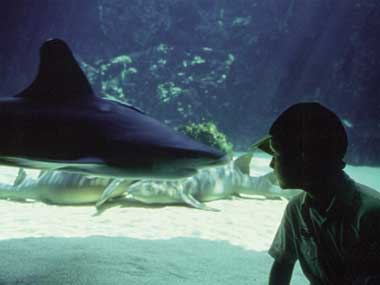
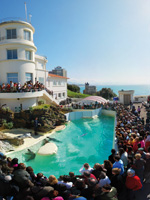